# Élections régionales de 1990 en Basilicate
Les élections régionales de 1990 en Basilicate (en italien : Elezioni regionali in Basilicata del 1990) se tiennent les 6 et 7 mai 1990 afin d'élire les 30 membres de la Ve législature du conseil régional du Basilicate.

## Contexte
Lors du dernier scrutin régional, la DC conserve la majorité relative des suffrages et des sièges. Le conseiller Gaetano Michetti est porté à la présidence de la région, et forme un coalition formée de la DC, du PSI, du PSDI et du PRI. Ce type de coalition a été appelé centre-gauche organique. Ce gouvernement dure jusqu'à la fin de la législature.

## Mode de scrutin
Le conseil régional du Basilicate (en italien : Consiglio Regionale della Basilicata) est constitué de 30 conseillers élus pour cinq ans au scrutin proportionnel avec vote préférentiel et sans seuil électoral dans deux circonscriptions plurinominales qui correspondent aux provinces.
Chaque électeur peut exprimer jusqu'à trois votes de préférence sur la liste à laquelle il accorde son suffrage. Les mandats sont ensuite répartis à la proportionnelle d'Hagenbach-Bischoff. Les sièges sont ensuite pourvus par les candidats comptant le plus grand nombre de voix préférentielles.
Les mandats qui n'ont pas été attribués à l'issue du premier décompte et les voix qui n'ont pas été utilisées sont rassemblés au niveau régional et distribués à la proportionnelle de Hare. Ils sont attribués, pour chaque parti, dans les provinces en fonction du ratio entre les votes restants et le total des suffrages exprimés.

### Répartition des sièges
| Provinces | Sièges | +/-           |
| --------- | ------ | ------------- |
| Matera    | 10     | 1             |
| Potenza   | 20     | 1             |
| Total     | 30     | en stagnation |
|           |        |               |

## Principales forces politiques
| Parti | Parti                                                                                   | Idéologie                                                  |
| ----- | --------------------------------------------------------------------------------------- | ---------------------------------------------------------- |
|       | Démocratie chrétienne Democrazia Cristiana                                              | Centre Démocratie chrétienne, antifascisme, anticommunisme |
|       | Parti communiste italien Partito Comunista Italiano                                     | Gauche Communisme, eurocommunisme, marxisme-léninisme      |
|       | Parti socialiste italien Partito Socialista Italiano                                    | Gauche Socialisme, réformisme, marxisme                    |
|       | Parti social-démocrate italien Partito Socialista Democratico Italiano                  | Centre gauche Social-démocratie, socialisme                |
|       | Parti libéral italien Partito Liberale Italiano                                         | Centre droit Libéralisme, libérisme                        |
|       | Mouvement social italien – Droite nationale Movimento Sociale Italiano–Destra Nazionale | Extrême droite Néofascisme, nationalisme, anticommunisme   |
|       | Parti républicain italien Partito Repubblicano Italiano                                 | Centre Républicanisme, mazzinisme                          |

## Résultats

### Voix et sièges
|                        |                                                      |         |       |      |        |               |  |  |  |  |  |  |  |  |
| Parti                  | Parti                                                | Voix    | %     | +/-  | Sièges | +/-           |  |  |  |  |  |  |  |  |
|                        | Démocratie chrétienne (DC)                           | 185 409 | 47,15 | 2,46 | 15     | 1             |  |  |  |  |  |  |  |  |
|                        | Parti communiste italien (PCI)                       | 75 604  | 19,23 | 5,00 | 6      | 1             |  |  |  |  |  |  |  |  |
|                        | Parti socialiste italien (PSI)                       | 70 947  | 18,04 | 2,69 | 6      | 1             |  |  |  |  |  |  |  |  |
|                        | Parti social-démocrate italien (PSDI)                | 23 918  | 6,08  | 0,14 | 2      | en stagnation |  |  |  |  |  |  |  |  |
|                        | Mouvement social italien – Droite nationale (MSI-DN) | 13 268  | 3,37  | 1,71 | 1      | en stagnation |  |  |  |  |  |  |  |  |
|                        | Parti républicain italien (PRI)                      | 7 683   | 1,95  | 0,25 | 0      | 1             |  |  |  |  |  |  |  |  |
|                        | Parti libéral italien (PLI)                          | 5 889   | 1,50  | 0,17 | 0      | en stagnation |  |  |  |  |  |  |  |  |
|                        | Liste verte (LV)                                     | 3 722   | 0,95  | Nv.  | 0      | en stagnation |  |  |  |  |  |  |  |  |
|                        | Démocratie prolétarienne (DP)                        | 2 853   | 0,73  | 0,30 | 0      | en stagnation |  |  |  |  |  |  |  |  |
|                        | Les Verts Arc-en-ciel (VA)                           | 1 829   | 0,47  | Nv.  | 0      | en stagnation |  |  |  |  |  |  |  |  |
|                        | Anti-prohibitionnistes des drogues (AsD)             | 1 476   | 0,38  | Nv.  | 0      | en stagnation |  |  |  |  |  |  |  |  |
|                        | Ligue du Sud-Lucanie (LS)                            | 631     | 0,16  | Nv.  | 0      | en stagnation |  |  |  |  |  |  |  |  |
|                        |                                                      |         |       |      |        |               |  |  |  |  |  |  |  |  |
| Suffrages exprimés     | Suffrages exprimés                                   | 393 229 | 93,24 |      |        |               |  |  |  |  |  |  |  |  |
| Votes blancs           | Votes blancs                                         | 12 686  | 3,01  |      |        |               |  |  |  |  |  |  |  |  |
| Votes nuls             | Votes nuls                                           | 15 816  | 3,75  |      |        |               |  |  |  |  |  |  |  |  |
| Total                  | Total                                                | 421 731 | 100   | -    | 30     | en stagnation |  |  |  |  |  |  |  |  |
| Abstention             | Abstention                                           | 74 744  | 15,05 |      |        |               |  |  |  |  |  |  |  |  |
| Inscrits/Participation | Inscrits/Participation                               | 496 475 | 84,95 |      |        |               |  |  |  |  |  |  |  |  |

## Conséquences
À la suite du scrutin, le démocrate-chrétien Antonio Boccia succède à son collègue, Gaetano Michetti, à la tête d'une autre coalition de centre-gauche organique (DC-PSI-PSDI), mais sans le PRI, qui a perdu son unique siège. Le gouvernement dure jusqu'à la fin de la législature.